# パスピエ TOUR 2013 ”印象・日の出”
『パスピエ TOUR 2013 ”印象・日の出”』は、パスピエが2013年秋～冬にかけて開催した、初の全国ワンマンツアー。
11月2日の東京公演のライブ音源は、3rdシングル「MATATABISTEP/あの青と青と青」の初回限定盤特典CDや、iTunesバンドル特典としてリリースされた。
11月27日の新潟公演からは追加公演で、『パスピエ TOUR 2013 ”印象・日の出”外伝』と銘打って開催された。また、12月21日の東京公演の模様は2ndフルアルバム『幕の内ISM』の初回限定盤のDVDに収録されていて、ライブ映像がDVD化したのはこれが初。

## 日程
| 公演日   | 会場                        |
| -------- | --------------------------- |
| 10月26日 | 梅田CLUB QUATTRO            |
| 10月27日 | 名古屋ell.FITS ALL          |
| 11月2日  | LIQUIDROOM ebisu            |
| 11月27日 | 新潟GOLDEN PIGS BLACK STAGE |
| 11月28日 | 仙台PARK SQUARE             |
| 11月30日 | 札幌DUCE                    |
| 12月10日 | 広島Cave-Be                 |
| 12月11日 | 高松DIME                    |
| 12月14日 | 神戸VARIT.                  |
| 12月15日 | 福岡Queblick                |
| 12月21日 | 赤坂BLITZ                   |